# Yamato nadeshiko
Yamato nadeshiko (大和撫子) is een Japanse term voor een mooie, eigenlijk perfecte vrouw. Een voorbeeld van het gebruik van de term vind je in de anime-serie Yamato Nadeshiko Shichi Henge. Deze titel is vertaalbaar als de verandering in een perfecte vrouw (Yamato Nadeshiko).
De term vindt zijn oorsprong in de Tweede Wereldoorlog, waar hij werd gebruikt als Japanse versie van geallieerde idolen die bedoeld waren om de mannen meer moed te geven tijdens de oorlog.
Yamato Nadeshiko is ook de Japanse naam voor de prachtanjer (Dianthus superbus ).